# La Fabulous Aventure de Sharpay
Série High School Musical
Nos années lycée
(2008)
Pour plus de détails, voir Fiche technique et Distribution.
La Fabulous Aventure de Sharpay (Sharpay's Fabulous Adventure) est un film américain réalisé par Michael Lembeck et sorti directement en vidéo en 2011.
Il s'agit du quatrième film de la franchise High School Musical et d'un spin-off de la trilogie originale. Il est centré sur le personnage de Sharpay Evans, toujours interprété par Ashley Tisdale.
Le film fait également partie de la collection des Disney Channel Original Movie, néanmoins, il s'agit du seul film de la collection à ne pas être un téléfilm produit pour Disney Channel. En effet, le film a d'abord été produit pour le marché vidéo avant d'être diffusé à la télévision.

## Synopsis
Un soir, alors qu'elle se produit avec son chien au Lava Springs, Sharpay Evans est repérée par un chasseur de talent qui travaille actuellement sur le casting d'une nouvelle comédie musicale à Broadway. C'est une chance incroyable pour Sharpay qui a arrêté ses études depuis presque un an pour réfléchir à son avenir.
Elle décide donc de partir pour New York pour réaliser son rêve. Néanmoins, son père lui donne un ultimatum : elle a un mois pour trouver un travail sinon, elle devra rentrer à Albuquerque et travailler pour sa société. Sur place, elle fait la rencontre de Peyton Leverett, le fils d'une amie de sa mère, qui l'aide à emménager et devient son premier ami en ville.
Mais le jour de l'audition, Sharpay apprend que ce n'est pas elle que le chasseur de talent voulait mais son chien car le sujet de la comédie musicale est la relation entre une femme et son animal de compagnie. Sharpay va devoir mettre son égo de coter et aider son chien à décrocher le rôle mais cela ne va pas être facile surtout que l'actrice principale du spectacle, la superstar Amber Lee Adams, est loin d'être une amie des animaux.

## Fiche technique
Sauf indication contraire, les informations mentionnées dans cette section peuvent être confirmées par la base de données cinématographiques IMDb,  présente dans la section « Liens externes ».
- Titre original : Sharpay's Fabulous Adventure
- Titre francophone : La Fabulous Aventure de Sharpay
- Titre de travail : High Stakes
- Réalisation : Michael Lembeck
- Scénario : Robert Horn
- Musique : George S. Clinton
- Chorégraphies : Michelle Johnston
- Direction artistique : Anthony A. Ianni
- Décors : Mark Hofeling
- Costumes : Natalie Bronfman
- Photographie : Ousama Rawi
- Montage : David Finfer
- Production : Jonathan Hackett
- Production déléguée : Bill Borden, Jessica Horowitz, Barry Rosenbush et Ashley Tisdale
- Sociétés de production : Borden & Rosenbush Entertainment et Princessa Productions, LTD
- Société de distribution : Walt Disney Home Entertainment
- Pays de production :  États-Unis
- Langue originale : anglais
- Format : Couleur - 1.78 : 1 - son Dolby Digital
- Genre : Comédie et musical
- Durée : 97 minutes
- Dates de sortie :
  - États-Unis / Canada / Québec : 19 avril 2011
  - France : 3 janvier 2012 (diffusion sur Disney Channel) / 7 mars 2012 (sortie vidéo)

## Distribution
- Ashley Tisdale (VF : Céline Ronté) : Sharpay Evans
- Austin Butler (VFB : Alexandre Crépet) : Peyton Leverett
- Bradley Steven Perry (Voix chansons : Shawn Molko, VFB : Maxym Anciaux) : Roger Elliston III
- Cameron Goodman (en) (VFB : Marcha Van Boven) : Amber Lee Adams
- Alec Mapa (VFB : Vincent Doms) : Gill Samms
- Jack Plotnick (VFB : Jean-Pierre Denuit) : Neal Roberts
- Robert Curtis Brown (VF : Guy Chapellier) : Vance Evans
- Jessica Tuck (VF : Martine Irzenski) : Darby Evans
- Pat Mastroianni (VF : Franck Dacquin) : Jerry Taylor
- Mike Nahrangrang : le régisseur
- Lauren Collins : Tiffany Destiny
- Shadia Ali : Dena
- Sarah Joy Bennett : Kelly
- Tracey Ferencz : Marjorie
- Christian Potenza : l'ingénieur du son
- Lucas Grabeel (VF : Donald Reignoux) : Ryan Evans (Caméo)

## Production

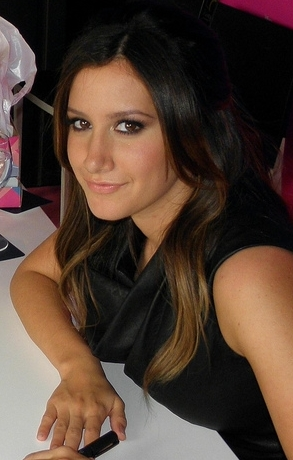
Ashley Tisdale dédicace son film Sharpay's Fabulous Adventure à Madrid, en Espagne, le 23 mai 2011.

### Développement
En début d'année 2010, Disney Channel annonce la production d'un nouveau volet de la franchise High School Musical qui sera centré sur Sharpay Evans. Le retour d'Ashley Tisdale est alors confirmé et l'actrice-chanteuse dévoile qu'elle participera également à la production.
À la suite de cette annonce, Vanessa Hudgens dévoile être intéressée à l'idée de reprendre le rôle de Gabriella Montez le temps d'une apparition dans le film. Néanmoins, lors du début du tournage, Ashley Tisdale dévoile que son ancienne collègue ne pourra finalement pas participer au film, Hudgens étant engagé dans d'autres projets au même moment.
En juin 2010, il est dévoilé que Austin Butler et Bradley Steven Perry participent au film.

### Tournage
Le tournage du film s'est déroulé à Toronto au Canada entre le 25 mai et le 6 juillet 2010.

### Statut dans la collectionDisney Channel Original Movie
Lors de son annonce, le projet est clairement annoncé comme une production à destination de Disney Channel. Mais finalement, Disney annonce en décembre 2010, qu'il sera distribué directement en vidéo par Walt Disney Home Entertainment et qu'il sera diffusé plus tard sur la chaîne.
Lors de sa promotion aux États-Unis, le film ne mentionne jamais Disney Channel, ni la collection des Disney Channel Original Movie. Même constat lors de sa sortie américaine et canadienne : la pochette ne mentionne ni la chaîne, ni la collection, laissant penser que le film n'a donc aucun lien avec la chaîne.
Néanmoins, lors de sa diffusion en dehors des États-Unis et du Canada, le film est bel et bien diffusé sur Disney Channel avant de sortir en vidéo et est présenté comme une production de la chaîne. Lors de sa sortie en vidéo à l'étranger, les pochettes mentionnent d'ailleurs la collection des Disney Channel Original Movie.
En 2016, pour fêter la diffusion du 100e film de la collection, Disney Channel publie une liste complète des Disney Channel Original Movie dans laquelle La Fabulous Aventure de Sharpay apparaît. Cette liste confirme officiellement le fait que le film est un Disney Channel Original Movie et fait de lui la seule et unique production de la collection à ne pas être un téléfilm mais un direct-to-video.

## Bande originale
Singles
1. Gonna Shine
Sortie : 25 mars 2011

Liste des titres
| 1.    | Gonna Shine                 | Ashley Tisdale                  | 3:11 |
| 2.    | My Boi and Me               | Ashley Tisdale                  | 2:26 |
| 3.    | My Girl and Me              | Shawn Molko                     | 2:15 |
| 4.    | New York's Best Kept Secret | Ashley Tisdale                  | 3:38 |
| 5.    | The Rest of My Life         | Ashley Tisdale                  | 3:01 |
| 6.    | Baby                        | Lucas Grabeel                   | 3:34 |
| 7.    | Walking on Sunshine         | Aly & AJ                        | 3:54 |
| 8.    | Fabulous (Remix)            | Ashley Tisdale et Lucas Grabeel | 3:07 |
| 24:25 |                             |                                 |      |

- La version digitale de l'album ne contient par Walking on Sunshine et le remix de Fabulous.
- Une version deluxe de l'album existe. Disponible en exclusivité sur le site de Walmart, elle contient toutes les chansons de Sharpay dans les trois premiers volets de la franchise : I Want It All, Fabulous, You Are the Music in Me (Sharpay Version), Humuhumunukunukuapua'a et Bop to the Top.